# Эвистор
ОАО «Завод „Эви́стор“» (бел. ААТ «Завод „Эвістар“») — белорусская компания по производству электронной и электротехнической продукции, расположенная в Витебске.

## История
Завод был создан в 1964—1967 годах. До 1975 года назывался Витебский завод технологического оборудования электротехнической и приборостроительной промышленности.
Завод входил в 6-е главное управление Министерства электронной промышленности СССР, с 1991 года был подчинён Госкомитету Республики Беларусь по промышленности и межотраслевым производствам (с 1994 года — Министерство промышленности Республики Беларусь). В первом квартале 1993 года 450 работников «Эвистора» отправились во внеочередной отпуск.
В 1994 году передан государственному концерну «Планар». По состоянию на 1995 год на предприятии работали 2300 человек.
В 2000 году завод преобразован в производственное республиканское унитарное предприятие (ПРУП) «Завод „Эвистор“».
В 2006 году предприятие выведено из состава концерна «Планар»,
в 2011 году было преобразовано в открытое акционерное общество т (99,93 % акций компании находятся в госсобственности в лице Витебского облисполкома, передавшего право управления имуществом объединению «Витебскпром»; государственные пакеты акций предприятия неоднократно выставлялись на продажу).
В 2014 году завод выставил на продажу два производственных корпуса<.
В 2019 году было ликвидировано производство печатных плат (дочернее УПП[что?] «Эвилам»).

## Продукция
По состоянию на 1996 год на заводе производились печатные платы, технологическое оборудование для пищевой, лёгкой, автотракторной промышленности, медицинское оборудование, насосы, бытовые электроосветительные и хозяйственные приборы, электронные детские игры (в частности, «Ну погоди!»), мебель и товары народного потребления.
По состоянию на 2020 год завод производит линейные электромеханизмы-актуаторы, комплектующие для автотракторной техники, прессформы, литформы, штампы. 
Завод также производит детали[какие?] по межзаводской кооперации.